# La Villeneuve-lès-Charleville
La Villeneuve-lès-Charleville è un comune francese di 122 abitanti situato nel dipartimento della Marna nella regione del Grand Est. Nel territorio comunale nasce il fiume Grand Morin.

## Società

### Evoluzione demografica
Abitanti censiti